# District de Signau
Le district de Signau est l’un des 26 districts du canton de Berne en Suisse. Sa superficie est de 320 km² et compte neuf communes:
- CH-3537 Eggiwil
- CH-3550 Langnau im Emmental
- CH-3438 Lauperswil
- CH-3538 Röthenbach im Emmental
- CH-3437 Rüderswil
- CH-6197 Schangnau
- CH-3534 Signau
- CH-3556 Trub
- CH-3555 Trubschachen